# Urban Tigner Holmes, Jr.
Urban Tigner Holmes, Jr. (* 13. Juli 1900 in Washington, D.C.; † 12. Mai 1972) war ein US-amerikanischer Romanist und Mediävist.

## Leben und Werk
Holmes studierte an der University of Pennsylvania, an der Harvard University, sowie bei Joseph Bédier und Mario Roques in Paris. Er lehrte an der University of Western Ontario, der  University of Missouri und ab 1925 an der University of North Carolina at Chapel Hill, wo er 1945 zum Kenan Professor of Romance Philology berufen wurde.
1940 begründete er die Reihe „North Carolina studies in the romance languages and literatures“.
Holmes war Ritter der Ehrenlegion (1950).

## Weitere Werke
- Books of travel, Chapel Hill 1927, 1929
- The French novel in English translation. An outline for individual and group study, Chapel Hill 1930
- (Hrsg. mit Hugh Giduz) Sept contes de la vielle France, Boston/New York 1930
- Mediaeval gem stones. In: Speculum 9, 1934, S. 195–204
- A history of Old French literature, from the origins to 130, Chapel Hill 1937, New York 1962
- (mit Alexander Herman Schutz): A history of the French language, Columbus 1935, New York 1938, 1967
- (Hrsg. mit Hugo Giduz) Les contes des sept sages, New York 1938
- (Hrsg. mit John Coriden Lyons und Robert White Linker) The Works of Guillaume de Salluste, Sieur du Bartas. A critical edition, 3 Bde., Chapel Hill 1934-1940; 2 Bde., Genf 1977
- (Hrsg. mit Alexander Herman Schutz) A source book for the History of the French language, Columbus 1940
- (Hrsg.) Adenet le Roi's Berte aus grans pies, Chapel Hill 1946
- (Hrsg.) Mediaeval period, Syracuse, N. Y. 1947, 1952 (A critical bibliography of French literature, hrsg. von David Clark Cabeen, vol. 1)
- A new interpretation of Chrétien's "Conte del Graal", Chapel Hill 1948
- (Hrsg. mit Alexander Joseph Denomy) Mediaeval studies in honor of Jeremiah Denis Matthias Ford, Smith professor of French and Spanish literature, emeritus, Cambridge, Mass. 1948
- (Hrsg. mit Alfred G. Engstrom and Sturgis E. Leavitt) Romance studies presented to William Morton Dey, on the occasion of his seventieth birthday by his colleagues and former students, Chapel Hill 1950
- Daily living in the twelfth century based on the observations of Alexander Neckham in London and Paris, Westport, Conn. 1952, 1980
- Samuel Pepys in Paris, and other essays, Chapel Hill 1954
- (mit Sister Mary Amelia Klenke) Chrétien, Troyes, and the Grail, Chapel Hill 1959
- (Hrsg. mit Kenneth R. Scholberg) French and Provençal lexicography. Essays presented to honor Alexander Herman Schutz, Columbus, Ohio 1964
- Chrétien de Troyes, New York 1970
- (Hrsg. mit Raymond J. Cormier) Essays in honor of Louis Francis Solano, Chapel Hill 1970